# Wilhelm av Braunschweig

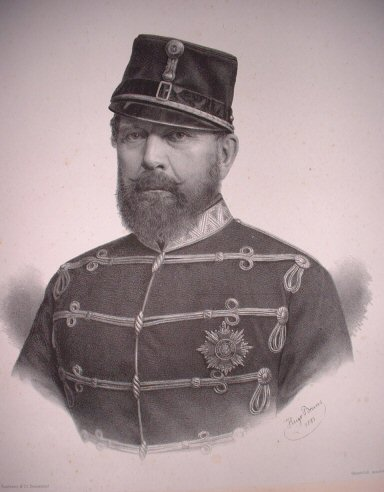
Wilhelm av Braunschweig

Wilhelm av Braunschweig, född 25 april 1806 i Braunschweig, död 18 oktober 1884 i Sibyllenort, hertig av Braunschweig från 1830, son till Friedrich Wilhelm, hertig av Braunschweig-Wolfenbüttel och hans maka Maria av Baden.
Wilhelm gick i preussisk militärtjänst under 1820-talet och avancerade till major, innan han av familjeskäl tog över som hertig av Braunschweig efter sin bror Karl II av Braunschweig-Wolfenbüttel, som tvingades abdikera 1830. Så småningom lämnade Wilhelm över allt mera av styret till sina ministrar och residerade mest på sina besittningar i Oels. Han gifte sig aldrig, men kom att få en del illegitima barn. Sin förmögenhet testamenterade han till sin närmaste släkting, hertig Ernst August av Cumberland, den före detta kronprinsen av Hannover.
Då han dog 1884 på sitt slott Sibyllenort blev det en konstitutionell kris i Braunschweig, då det saknades arvingar. Man löste det genom att tillsätta riksföreståndare fram till 1913 då sonen till hertigen av Cumberland, Ernst August, hertig av Braunschweig (som gift sig med den tyske kejsaren Vilhelm II:s dotter), tog över styret.